# Supstituent
U organskoj hemiji i biohemiji, supstituent je atom ili grupa atoma koja zamenjuje jedan ili više atoma vodonika roditeljskog lanca ugljovodonika. Termini supstituent, bočni lanac, grupa, grana, se koriste na skoro ekvivalentan način za opisivanje lanaca roditeljske strukture, mada se određene distinkcije prave u kontekstu polimerne hemije. Kod polimera, bočni lanci se pružaju sa osnovne strukture. Kod proteina, bočni lanci su vezan za atome alfa ugljenika aminokiselinske osnove. 

## Struktura
U hemijskoj strukturnoj formuli, organski substituent kao što su metil, etil, aril se mogu označiti sa R (ili R1, 2, etc.). To je generička oznaka. Simbol X se često koristi za označavanje elektronegativnih substituenta kao što su halidi.

## Literatura
1. ↑  D.R. Bloch (2006). „Organic Chemistry Demystified”.
2. ↑  „PAC, 1996, 68, 2287. Glossary of basic terms in polymer science (IUPAC Recommendations 1996)”. IUPAC Gold Book. S2CID 98774337. doi:10.1351/pac199668122287.
3. ↑  Jensen W. B. (2010). „Why Is "R" Used To Symbolize Hydrocarbon Substituents?”. Journal of Chemical Education. 87 (4): 360—361. doi:10.1021/ed800139p.